# Divize T
Divize T byla punková kapela z Teplic hrající v letech 1988 až 1991.

## Historie
Kapela vznikla v roce 1988, když do ní přišli Báča a Horváth ze skupiny Šanov 1, kteří se nepohodli s manažerem Šanovu Petrem Růžičkou.
První koncert se konal v září 1988 na mlýně v Osvračíně u Domažlic, kde slavil fotograf Štěpán Stejskal narozeniny. Kromě Pavla Báči (basa) a Julka Horvátha (bicí) na koncertě hráli Petr „Biafra“ Čermák (kytara, zpěv) a Zorka Veselá (saxofon). Další koncerty, kterých nebylo mnoho, proběhly v rámci podobných polooficiálních undergroundových akcí, například v prosinci 1988 v Hrádku u Nechanic a v Praze v hotelu Tichý. Ačkoliv byla skupina punková, vystupovala v decentním civilním oblečení.
Ke konci roku 1988 vzniklo v divadle v Teplicích první demo kapely a už v lednu následujícího roku musel Báča odejít na vojnu. Jako náhradník nastoupil Miroslav Wanek, který kapele svým basovým projevem trochu vdechl náznak své předešlé formace FPB. A ačkoliv stejně, jako když Wanek přišel do Už jsme doma, tvrdil, že ani pro Divizi T nebude nic psát a „plést se“ do skládání, nakonec mu to nedalo a některé písničky kapele napsal a ty se potom objevily na kompilačním albu Roll over Teplice, které sám produkoval. Wanek k těm písním ale dokázal udržet určitý odstup.
Během roku 1991 přestala skupina hrát a vystupovat.

## Repertoár
Kromě vlastních věcí kapela hrála i převzaté písně například z repertoáru Dead Kennedys.

### Dochovaná diskografie
- Divize T: „Live Osvračín“ (září 1988)
- Divize T: „Demo 88“ (konec 1988)
- kompilační album: Roll over Teplice (1991)

## Členové
- Pavel Báča (basa) (do ledna 1989)
- Julek Horváth (bicí)
- Petr „Biafra“ Čermák (kytara, zpěv)
- Zorka Veselá (saxofon)
- Miroslav Wanek (od 1989)